# Бака (муниципалитет)
Ба́ка (исп. Baca) — муниципалитет в Мексике, штат Юкатан, с административным центром в одноимённом городе. Численность населения, по данным переписи 2010 года, составила 5701 человек.

## Общие сведения
Название происходит от юкатекского: Bec или Bac, что означает рог, форма рога, и A — вода. В сочетании это можно перевести как водоём в форме рога.
Площадь муниципалитета равна 108 км², что составляет 0,27 % от общей площади штата, а наивысшая точка — 10 метров, расположена в поселении Тишкунчейль.
Он граничит с другими муниципалитетами Юкатана: на севере и востоке с Мотулем, на юго-востоке с Мушупипом, на юге с Яшкукулем, и на западе с Мокочаем.

## Учреждение и состав
Муниципалитет был сформирован в 1921 году, в его состав входит 22 населённых пункта, самые крупные из которых:
| Код INEGI | Населённый пункт                                                          | Численность населения (2005 год) | Численность населения (2010 год) |
| --------- | ------------------------------------------------------------------------- | -------------------------------- | -------------------------------- |
| 004       | Всего                                                                     | 5357                             | 5701                             |
| 0001      | Бака (исп. Baca) 21°06′33″ с. ш. 89°23′55″ з. д. (административный центр) | 4313                             | 4553                             |
| 0010      | Тишкунчейль (исп. Tixkuncheil) 21°04′48″ с. ш. 89°23′54″ з. д.            | 706                              | 799                              |
| 0004      | Сан-Исидро-Кушуб (исп. San Isidro Kuxub) 21°07′40″ с. ш. 89°23′33″ з. д.  | 210                              | 209                              |
| 0012      | Канкабчен-Гамбоа (исп. Kankabchén Gamboa) 21°05′04″ с. ш. 89°22′57″ з. д. | 64                               | 58                               |

## Экономика
По статистическим данным 2000 года, работоспособное население занято по секторам экономики в следующих пропорциях: сельское хозяйство, скотоводство и рыбная ловля — 26,4 %, промышленность и строительство — 38,7 %, сфера обслуживания и туризма — 34,1 %, прочее — 0,8 %.

## Инфраструктура
По статистическим данным 2010 года, инфраструктура развита следующим образом:
- электрификация: 98,7 %;
- водоснабжение: 94,9 %;
- водоотведение: 65,8 %.

## Достопримечательности
Сюда стоит отнести церковь Пресвятой Богородицы, построенной в XVII веке, и церковь Санта-Крус, возведённую в XX веке. Также стоит отметить несколько бывших асьенд.

## Фотографии

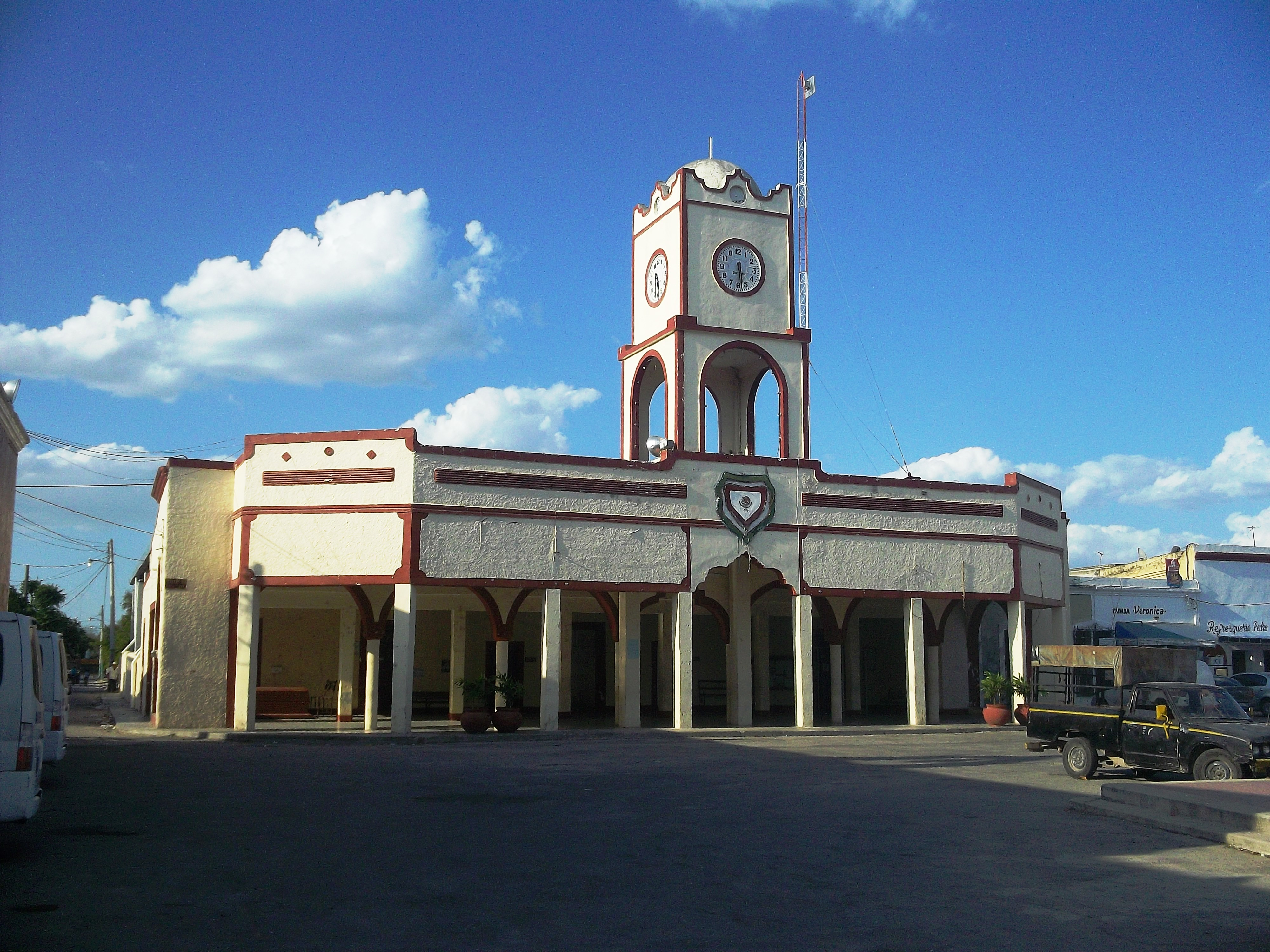
Здание администрации
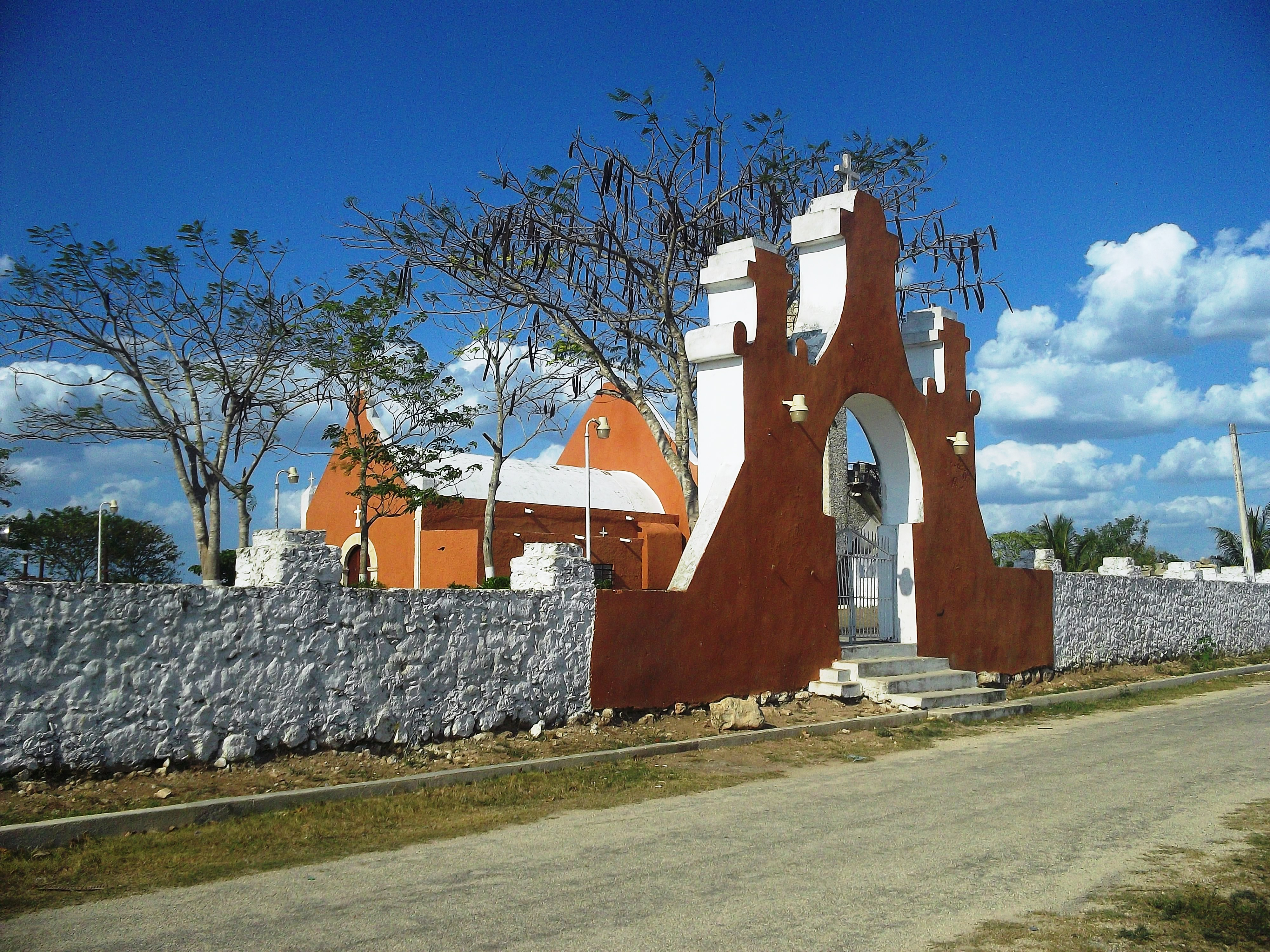
Церковь Архангела Михаила в Тишкунчейле
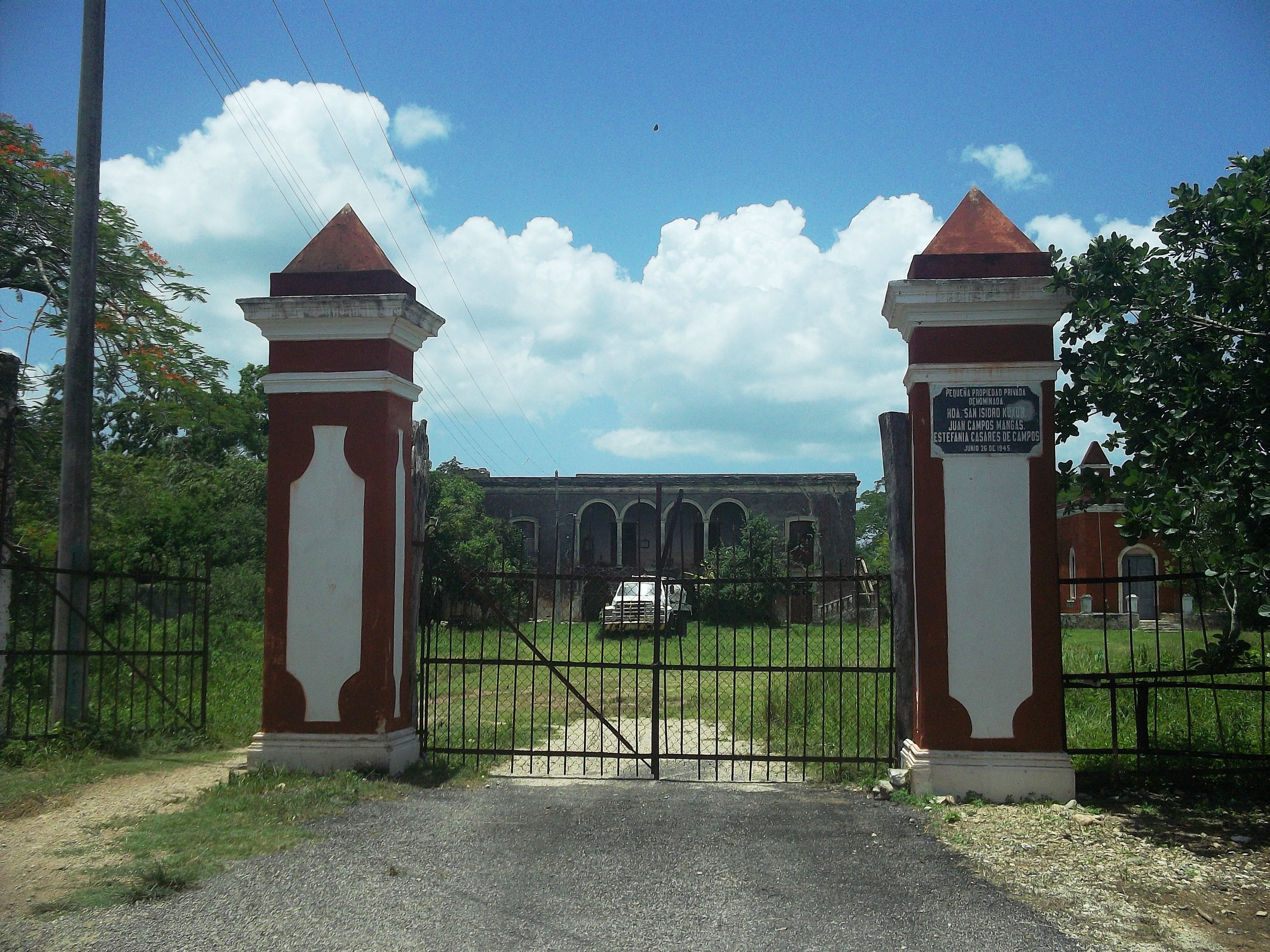
Бывшая асьенда в Сан-Исидро-Кушубе